# Utkání hvězd české a slovenské extraligy 2006
Utkání hvězd české a slovenské extraligy 2006 se uskutečnilo 21. ledna roku 2006 v Popradu. Původně měl být turnaj odložen kvůli letecké havárii armádního letounu, při níž zahynulo přes čtyřicet slovenských vojáků. Čestné vhazování provedl Anton Danko, bývalý mezinárodní rozhodčí a primátor Popradu. Před začátkem zápasu uctili památku obětí leteckého neštěstí minutou ticha a do zápasu nastoupili hráči s černými páskami na rukávu.

## Soupisky
| Brankáři | Milan Hnilička   | Bílí Tygři Liberec      |
|          | Roman Málek      | HC Slavia Praha         |
| Obránci  | Jan Novák        | HC Slavia Praha         |
|          | František Ptáček | HC Sparta Praha         |
|          | Miroslav Blaťák  | HC Hamé Zlín            |
|          | Josef Řezníček   | HC Energie Karlovy Vary |
|          | Radim Tesařík    | HC Oceláři Třinec       |
|          | Stanislav Hudec  | HC Vítkovice Steel      |
|          | Valdemar Jiruš   | Bílí Tygři Liberec      |
|          | Martin Richter   | Bílí Tygři Liberec      |
| Útočníci | Ľubomír Vaic     | Bílí Tygři Liberec      |
|          | Petr Sýkora      | HC Moeller Pardubice    |
|          | Jiří Burger      | HC Vítkovice Steel      |
|          | Marek Tomica     | HC Slavia Praha         |
|          | Jan Marek        | HC Sparta Praha         |
|          | Michal Mikeska   | HC Moeller Pardubice    |
|          | David Moravec    | HC Lasselsberger Plzeň  |
|          | Jan Peterek      | HC Oceláři Třinec       |
|          | Ivan Rachůnek    | HC Hamé Zlín            |
|          | Michal Trávníček | HC Chemopetrol Litvínov |
|          | Radek Gardoň     | HC Rabat Kladno         |
| Trenéři  | Ernest Bokroš    | HC Hamé Zlín            |
|          | Josef Paleček    | Bílí Tygři Liberec      |

| Brankáři | Miroslav Hála       | HK Dukla Trenčín         |
|          | Miroslav Lipovský   | MsHK Žilina              |
| Obránci  | Dušan Milo          | HK Ardo Nitra            |
|          | Juraj Kledrowetz    | HC Košice                |
|          | Vladimír Vlk        | HK Ardo Nitra            |
|          | Peter Podhradský    | HC Košice                |
|          | Daniel Babka        | HKm Zvolen               |
|          | Peter Mikuš         | HK Dukla Trenčín         |
|          | Dušan Devečka       | MHk 32 Liptovský Mikuláš |
|          | Aleš Křetínský      | HK 36 Skalica            |
| Útočníci | Igor Majeský        | HK Dukla Trenčín         |
|          | Tomáš Chrenko       | HK Ardo Nitra            |
|          | Arne Kroták         | HC ŠKP Poprad            |
|          | Erik Weissmann      | HKm Zvolen               |
|          | Miroslav Lažo       | HC Košice                |
|          | Ľubomír Kolník      | HK Ardo Nitra            |
|          | Jaroslav Kmiť       | HC Košice                |
|          | Peter Klouda        | HC Slovan Bratislava     |
|          | Martin Kuľha        | HC Slovan Bratislava     |
|          | Stanislav Gron      | MsHK Žilina              |
|          | René Jarolín        | HK 36 Skalica            |
|          | Jaroslav Török      | MHC Martin               |
| Trenéři  | Ján Jaško           |                          |
|          | Miroslav Miklošovič |                          |

## Souhrn zápasu
| 21. ledna 2006 | Slovenská extraliga | 11:12 po sam. nájezdech (2:3, 3:6, 6:2 – 0:0) | Česká extraliga | Návštěvnost: 5 112 |  |

| Zpráva | |          | |                                         |
| Miroslav Hála - 30 Miroslav Lipovský | Miroslav Hála - 30 Miroslav Lipovský | Brankáři | Milan Hnilička - 30 Roman Málek | Rozhodčí: Turčan Čároví: Valach Halecký |
| 8. René Jarolín (Vladimír Vlk) 20. Vladimír Vlk (Ľubomír Kolník) 27. Martin Kuľha (Stanislav Gron) 30. Miroslav Lažo (Bez asistence) 36. Arne Kroták (Bez asistence) 42. Juraj Kledrowetz (Miroslav Lažo, Jaroslav Kmiť) 44. Miroslav Lažo (Arne Kroták) 45. Jaroslav Kmiť (Erik Weissmann, Miroslav Lažo) (Bez asistence) 47. Jaroslav Törok (René Jarolín) 57. Jaroslav Törok (René Jarolín) 60. René Jarolín (Stanislav Gron) | 8. René Jarolín (Vladimír Vlk) 20. Vladimír Vlk (Ľubomír Kolník) 27. Martin Kuľha (Stanislav Gron) 30. Miroslav Lažo (Bez asistence) 36. Arne Kroták (Bez asistence) 42. Juraj Kledrowetz (Miroslav Lažo, Jaroslav Kmiť) 44. Miroslav Lažo (Arne Kroták) 45. Jaroslav Kmiť (Erik Weissmann, Miroslav Lažo) (Bez asistence) 47. Jaroslav Törok (René Jarolín) 57. Jaroslav Törok (René Jarolín) 60. René Jarolín (Stanislav Gron) |          | 2. Jan Marek (Marek Tomica) 6. Jan Marek (Miroslav Blaťák) 19. Jiří Burger (Petr Sýkora) 24. Jan Peterek (Radim Tesařík) 24. Ľubomír Vaic (David Moravec) 26. Ivan Rachůnek (Bez asistence) 29. Radek Gardoň (Valdemar Jiruš) 34. Ľubomír Vaic (Sýkora, Jiří Burger) 37. Michal Trávníček (Ivan Rachůnek, Radek Gardoň) 41. Radek Gardoň (Bez asistence) 46. Stanislav Hudec (Jan Peterek) rozh. nájezd Jan Marek | Rozhodčí: Turčan Čároví: Valach Halecký |
| 1 min | 1 min | Tresty   | 4 min | Rozhodčí: Turčan Čároví: Valach Halecký |

## Individuální soutěže
| Disciplína:                       | Hráč:             | Klub:                        |
| Soutěž o nejrychlejšího bruslaře  | Miroslav Lažo     | HC Košice                    |
| Nejtvrdší střela                  | Petr Sýkora       | HC ČSOB Pojišťovna Pardubice |
| Soutěž brankářů - štafeta nájezdů | Miroslav Lipovský | MsHK Žilina                  |